# Salomon (Ungarn)

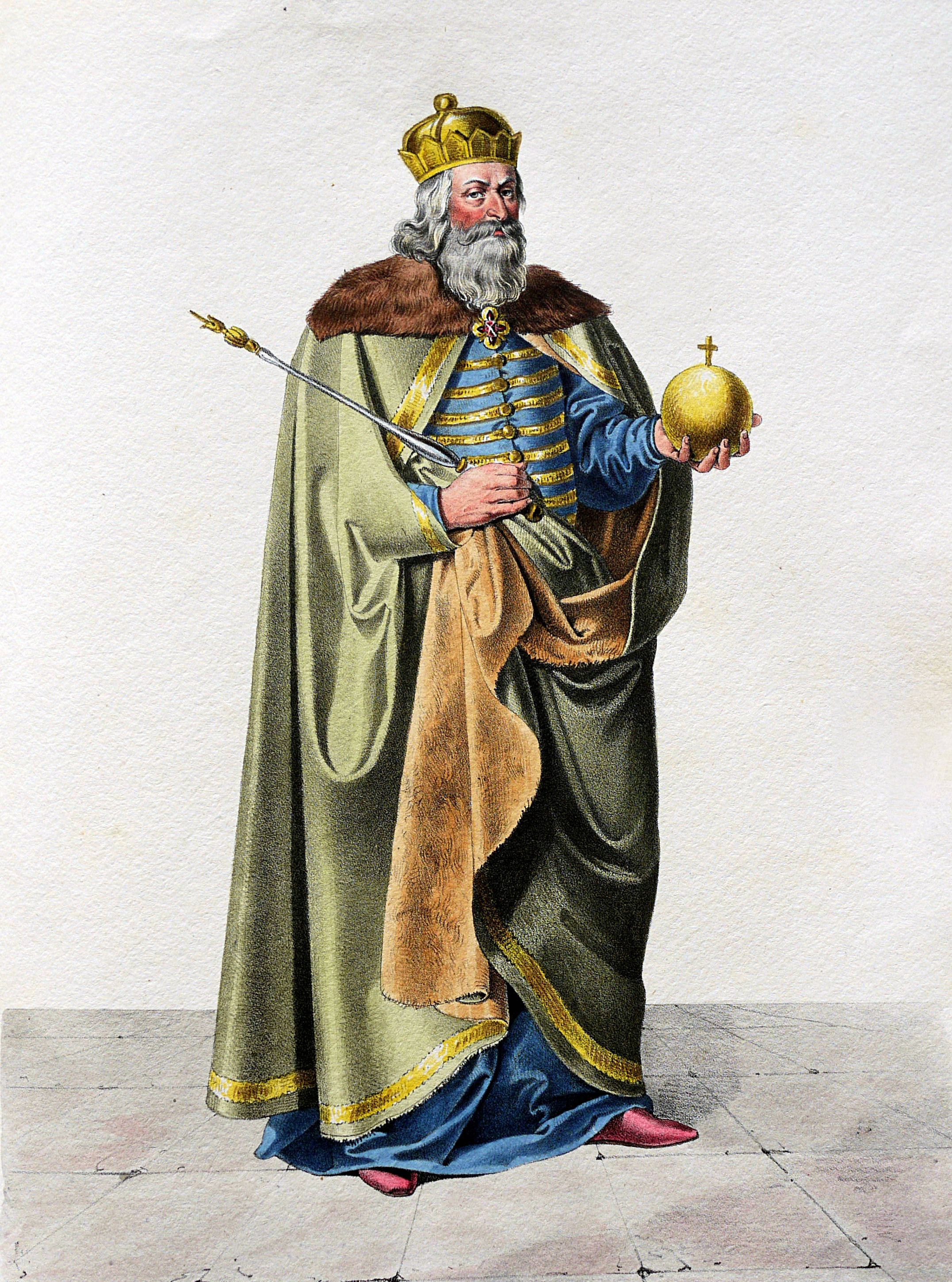
Salomon, Lithographie von Josef Kriehuber nach einer Zeichnung von Moritz von Schwind, ca. 1828

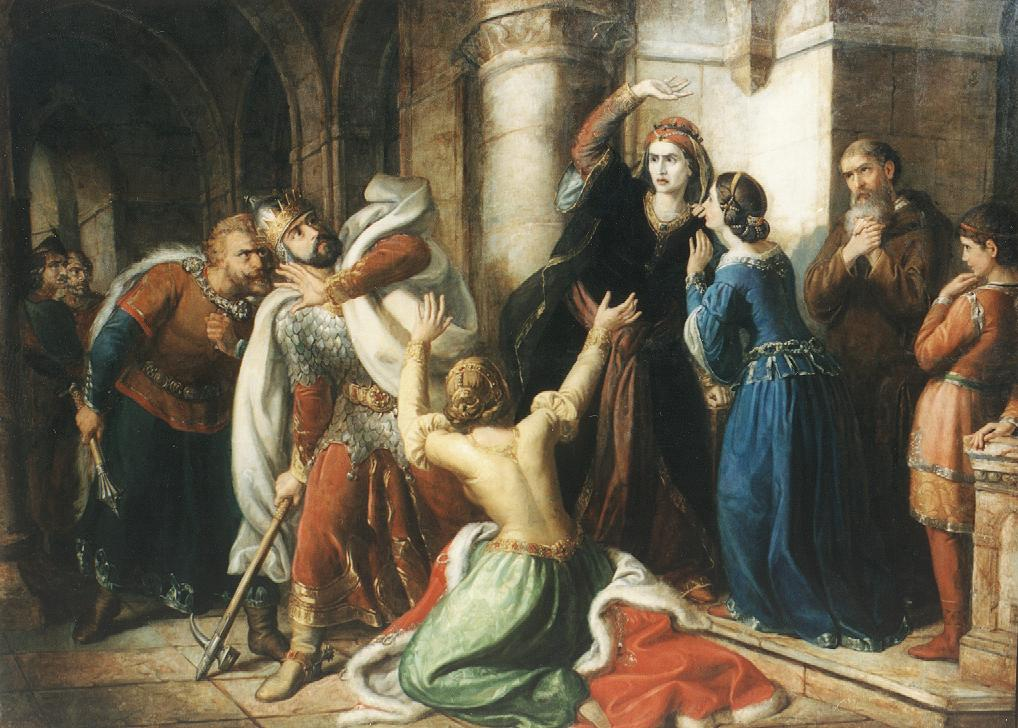
Salomon

Salomon von Ungarn (ungarisch Salamon; * 1053; † 1087 wahrscheinlich in Pula) aus dem Geschlecht der Árpáden war von 1063 bis 1074 König von Ungarn. Er war ein Sohn von König Andreas I. Verheiratet war er mit Judith von Ungarn, der jüngsten Tochter Kaiser Heinrichs III.

## Leben
1057 ließ Andreas I. seinen fünfjährigen Sohn Salomon zum König krönen, um so seine Nachfolge zu sichern. Béla I., der jüngere Bruder von Andreas, erkannte diese Thronfolge mit Berufung auf das Senioratsprinzip nicht an, vertrieb Andreas vom Thron und folgte ihm 1061 als König von Ungarn nach. Salomon behielt jedoch seinen Thronanspruch und flüchtete als Gegenkönig ins Heilige Römische Reich nach Melk in Niederösterreich.
Nach Bélas Tod 1063 kehrte Salomon mit deutschen Truppen nach Ungarn zurück, wo er nach kurzen Kämpfen mit den Söhnen Bélas, an deren Spitze der spätere König Géza stand, einen Vergleich schloss, der ihm die Königsherrschaft sicherte. Bereits während der Krönung kam es zu neuen Auseinandersetzungen, worauf Bélas Söhne nach Polen flohen. Von dort kehrten sie nach kurzer Zeit mit einer Streitmacht zurück und erzwangen neue Verhandlungen, an deren Ende sie von Salomon Herzogtümer zuerkannt bekamen. Dieses Abkommen hielt bis 1074. In diesem Jahr konnte sich Géza in Zentralungarn durchsetzen, während Salomon sich in die westlichen Grenzgebiete des Landes um Pressburg zurückziehen musste. Von dort führte er mit der Unterstützung seines Schwagers Kaiser Heinrich IV. mehrere Feldzüge gegen Géza und dessen Bruder und Nachfolger Ladislaus, konnte aber keinen durchschlagenden Erfolg erzielen. Salomon bot Heinrich in dieser Zeit sogar Ungarn als Lehen an, was aber vor allem am Protest Papst Gregors VII. scheiterte.
Salomon starb 1087 unter nicht näher bekannten Umständen. Eine Legende gibt als Sterbeort Pula an, wohin sich Salomon zurückgezogen habe, nachdem er sich einem Mönchsorden angeschlossen habe. Einer anderen Legende zufolge soll er als Einsiedler in einer Höhle nahe Kronstadt gestorben sein, die am Fuße des nach ihm benannten Salomonsfelsens liegt.